# 氣候變化對海洋的影響
氣候變化對海洋的影響（英語：Effects of climate change on oceans）包括海洋溫度升高、海洋熱浪頻率增長、海洋酸化、海平面上升、北極海冰減少、海洋分層加劇、海水含氧量降低、洋流改變（包括大西洋經向翻轉環流減弱）。全部變化皆會產生連鎖反應，擾亂海洋生態系統，而造成這些變化的主因是人為排放二氧化碳和甲烷等溫室氣體，所導致的氣候變化的後果。当海洋吸收氣候系統中大部分的額外熱量後，便会無可避免地變暖，而一旦海洋吸收了大氣中的一些額外的二氧化碳，則会導致海水的pH值因此下降。根據估計，海洋已吸收人類排放二氧化碳的約25%。
隨著氣溫上升，海洋表層變暖，海洋的溫度分層也隨之增加，:471而海洋分層之間的混合則會相對減少，這讓海洋表層的海水持續維持在溫暖狀態，同時減少寒冷的深層海水上湧而發生的循環。此種海水上下混合的減少促使海洋吸收熱量的能力降低，並將未來暖化的大部分溫度轉由大氣和陸地承受，預計生成熱帶氣旋和其他風暴的能量會隨之增加。而在上層海水中可供魚類使用的營養預計將會減少，海洋儲存碳的能力也会降低。與此同時，鹽度的對比正在擴大中：鹹度高的地區變得更高，而鹹度低地區的則變得更低。
由於受到溫暖海水的含氧量少於等量的寒冷海水情況的影響，因而造成海洋中的氧氣轉移至大氣的結果。溫暖海洋分層增加後會降低表層海水將氧氣攜帶到更深水域的能力，而更進一步地降低海水的整體含氧量。由此可見，海洋整體水柱現已失去氧氣，全球海洋中的低氧帶的範圍也正在擴大。:471
這些變化正在傷害海洋生態系統，無疑會加速物種滅絕，或是導致某物種數量突然大增，從而改變海洋中的物種分佈，沿海漁業和旅遊業也會因此而受到其影響。此外，水溫上升還會損害各種海洋生態系統，例如珊瑚礁，這導致的直接影響有珊瑚白化。珊瑚礁即使對於微小的溫度變化仍然較為敏感，因此海水溫度小幅上升也會造成重大影響。不僅如此，海洋的酸化和溫度的上升還會影響海洋中的物種的生產力和分佈，威脅漁業並擾亂海洋生態系統，而由於變暖所導致的海冰棲息地喪失則將嚴重影響依賴其生存的許多極地物種。最终，各種氣候變化因素之間的相互作用讓施加在氣候系統和海洋生態系統上的壓力升高。

## 溫室氣體水平上升導致的變化

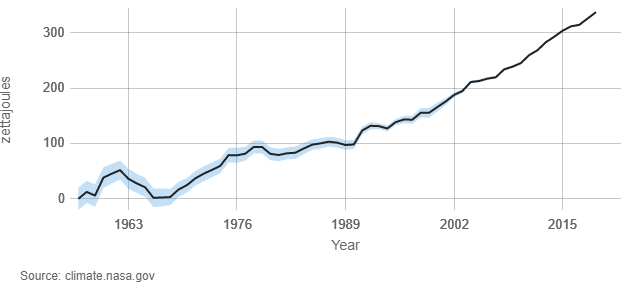
自1955年起的海洋熱含量趨勢（針對深度在2,000米以內的年平均溫度。圖左方添加藍色陰影部分顯示的是有95%的不確定性）。

全球暖化的能量（熱）進入不同氣候系統的比例（依據2007年資料製作）。

截至2020年，大氣中二氧化碳 (CO2) 水平已超過百萬分之410 (ppm，百萬分比)，相比第一次工業革命前的水平約提高了50%。此種半數升高的水平和快速的增長率在地球過去5,500萬年間的地質記錄中乃是前所未見的。這些過量的二氧化碳的來源顯然是由人類所產生，即是燃燒化石燃料、工業活動和土地利用/土地利用變化產生排放的綜合結果。在科學文獻中，至少自20世紀50年代末以來就一直討論海洋是人為二氧化碳主要儲存所在的該類觀點。而一些證據顯示海洋已吸收大約四分之一的人為二氧化碳排放量。 
於2019年發表的報告中，顯示當時觀察到最新的變化和影響有：
幾乎可肯定的是從1970年以來，全球海洋暖化趨勢有增無減，並吸收氣候系統中90%以上的多餘熱量 [...]。自1993年以來，海洋暖化速度已增加一倍多 [...]。自1982年以來，海洋熱浪的頻率很可能已增加一倍，而且強度也在升高[...]。海水因吸收更多的二氧化碳，其表層酸化程度不斷加劇[...]。從海洋表面到深度達1,000米處[...]都發生含氧量降低的情況。——IPCC氣候變化中海洋和冰凍圈特別報告(2019年)，:9

### 海洋溫度上升
由於氣候變化的原因，海洋正在明顯地變暖，而且速度已在提升中。:92022年是人類有記錄以來全球海洋最溫暖的一年。當年的海洋熱含量已超過2021年的最高值。這種海洋溫度的穩定上升是地球能量不平衡後導致的必然結果，而能量的不平衡主要是由大氣中的溫室氣體濃度上升所造成的。從前工業時代起，再到2011年至2020年的十年間，海洋表面溫度已上升0.68至1.01°C。:1214
海洋上層（700米以上）的暖化速度最快，但暖化趨勢正在擴散到其它的深度。大部分海洋熱含量增加發生在南冰洋。例如在1950年代至1980年代期間，南冰洋上層溫度上升0.17°C (0.31°F)，幾乎是同期間全球海洋平均溫度上升速度的兩倍。

#### 海洋熱含量
海洋溫度會因地點而異。赤道附近的溫度較高，兩極的溫度較低。因此海洋總熱含量的變化最能說明海洋暖化現象。與1969年至1993年期間相比，1993年至2017年的海洋吸熱量已有增加。:457
海洋熱含量是指海洋吸收和儲存的熱能。為了計算海洋熱含量，需要測量各地海洋不同位置和深度的溫度，並積分整個海洋的熱量面密度，即可得出海洋總熱量。1971年至2018年間，海洋熱含量的增加佔全球暖化導致的地球過剩熱能的九成以上。海洋熱含量增加的主要因素是溫室氣體排放增加。:1228截至2020年，大約三分之一的過剩熱量已傳播到700公尺以下的深海。2022年世界海洋熱含量超過了2021年的記錄，再度成為歷史記錄中最熱的水平。在2019至2022年間，北太平洋、北大西洋、地中海和南冰洋這四個地區打破了六十多年來的最高熱量觀測結果。海洋熱含量和海平面上升是氣候變化的重要指標。
海水容易吸收太陽能，並且熱容量遠大於大氣氣體。 因此，海洋頂部幾公尺所包含的熱能比整個地球大氣層還多。早在1960年以前，研究船和研究站便已開始在世界各地對海面溫度和更深處的溫度進行了採樣。此外，自2000年以來，由近4000個機器人組成的Argo計畫拓展了測量能力，更能呈現了溫度異常的情況和海洋熱含量的變化。已知至少自1990年以來，海洋熱含量就不斷穩定增長，甚至加速增長。2003-2018年間，在深度小於2000公尺的區域內，平均每年增加9.3澤焦耳（這相當於 0.58±0.08 W/m2 的能量增長速率）。測量的不確定性主要是來自測量精度、空間覆蓋範圍，及持續數十年不間斷測量的三方面挑戰。

### 海洋酸化
本節摘自《海洋酸化》。

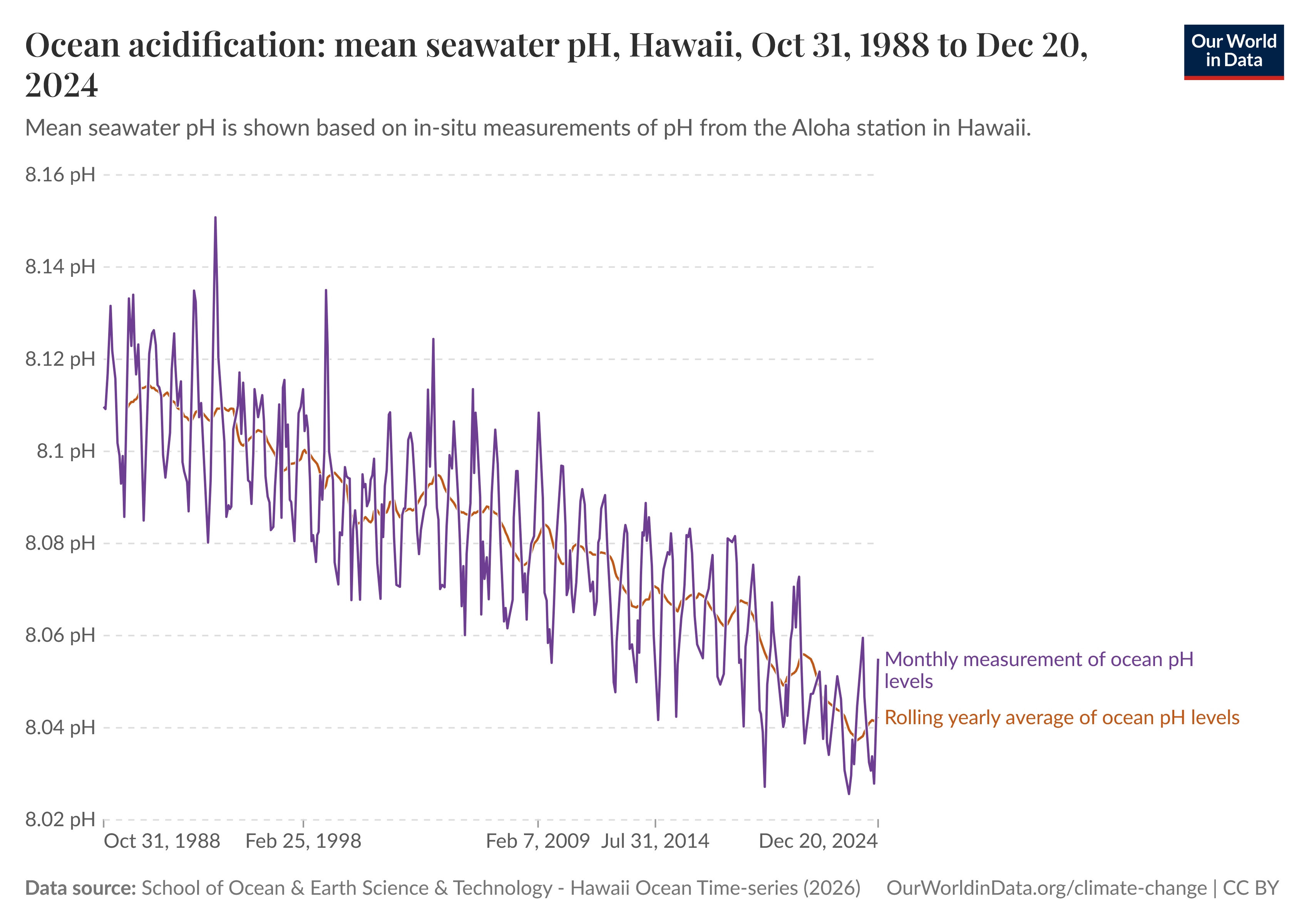
平均海水pH值所顯示的海洋酸化趨勢，資料來源：經由夏威夷海洋時序計畫於夏威夷周圍海域所取得的資料。

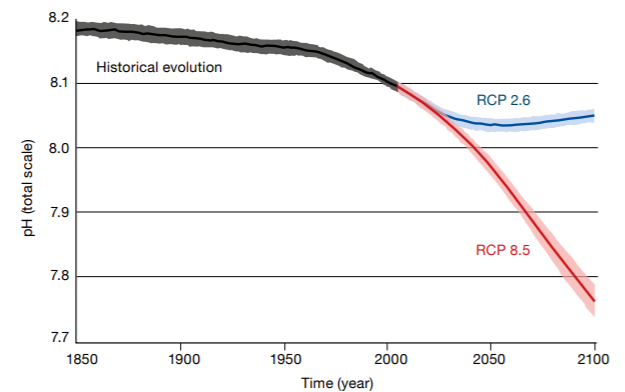
海洋酸化從全球工業化開始後的趨勢，其中RCP2.6（代表性濃度路徑2.6）是假設低二氧化碳排放的情景，而RCP8.5則代表的是假設高二氧化碳排放的情景，結果大不相同。

海洋酸化指的是地球海洋中pH值的降低。海洋表面的平均pH值在1950年至2020年間，從約8.15下降至8.05。人類活動產生的二氧化碳排放是海洋酸化的主要原因，大氣中二氧化碳水平已超過410ppm（2020年）。這些二氧化碳有部分被海洋吸收，產生碳酸 (H2CO3)，並解離為碳酸氫鹽離子 (HCO3) 和氫離子 (H+)。游離氫離子會降低海洋的pH值，增加酸度（這並不表示著海水已呈酸性，其pH值目前仍高於8）。海洋鈣化生物，如軟體動物和珊瑚，會因海洋酸化而難以將碳酸鈣用於構建其外殼和骨骼，從而使其生存受到影響。
當pH值降低0.1，代表世界海洋中氫離子濃度會增加26%（pH值是個對數尺度，pH單位變化1相當於氫離子濃度變化10倍）。海水表層pH值與碳酸鹽飽和狀態依據深度和位置而變化。較冷和較高緯度的水域能吸收更多的二氧化碳，導致酸度上升，讓這些區域的pH值與碳酸鹽飽和度降低。這會影響大氣-海洋間的二氧化碳交換，造成的結果是海洋酸化，而其他因素有：洋流和上升流、靠近大型大陸河流出海口、海冰覆蓋以及燃燒化石燃料和農業活動產生的氮和硫在大氣中的交換。
海洋pH值下降對海洋生物具有一系列的有害影響，這包括鈣化減少、代謝率降低、免疫反應降低以及基本功能（如生殖）的能量減少。 因此，海洋酸化正影響為大部分人類提供食物、生計和其他生態系統服務的海洋生態系統。全球約有10億人完全或部分依賴珊瑚礁提供的漁業、旅遊業和沿海管理服務。同時，海洋持續酸化會威脅到與海洋相關的食物鏈。

## 對實體環境的影響

### 海平面上升

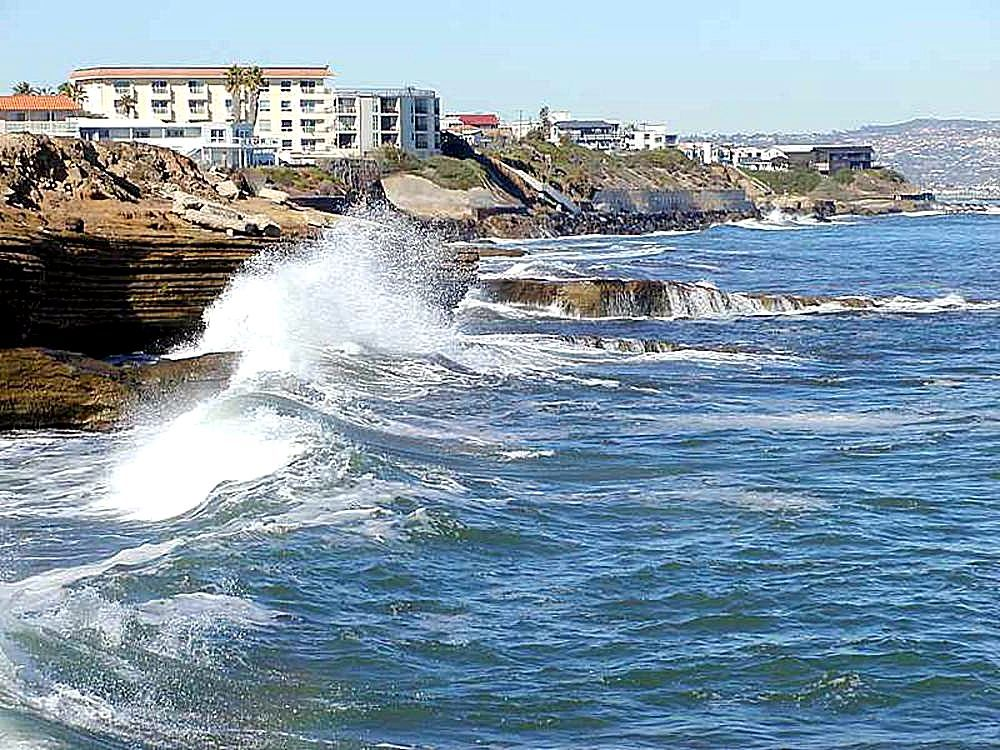
海岸邊的波濤。

許多沿海城市將在未來幾十年及以後會經歷海岸洪水的威脅。:1318局部地層下陷是自然現象，但會因人類活動而加劇，把海岸洪水強化。預計到2050年，會有數億人受到海岸洪水之害，特別是在東南亞。
本節摘自《海平面上升》。
全球平均海平面在1901年至2018年之間上升15–25厘米（6–10英寸），即每年上升1–2毫米。而在2013-2022年的十年間，此一速度加速至4.62毫米/年。人為造成的氣候變化是主要原因：1993年至2018年之間，水的熱膨脹對海平面上升 (SLR) 的影響佔有42%、溫帶冰河融化影響佔21%、格陵蘭冰蓋融化佔15%及[[南極洲]冰蓋融化]佔8%。:1576由於海平面上升會落在地球溫度上升之後，從現在到2050年，海平面上升會持續加速，純粹是應對已經發生的全球暖化。而在2050年至2100年間，海平面上升可能會因溫室氣體排放大幅削減而會放緩（依據排放減緩的程度而定），並在2100年達到上升稍高於30厘米（1英尺），但也可能因溫室氣體高排放而加速，上升達到1米（3+1⁄2英尺) 甚至是2米 (6+1⁄2英尺)。從長遠來看，在氣溫升高1.5°C (2.7°F) 的情景下，未來2,000年內海平面將上升2–3米 (7–10英尺)，而在升溫達5°C (9.0°F)的情景下，海平面將上升19–22米（62–72英尺）。</ref>:21

### 洋流改變
洋流是由於不同緯度的日照和氣溫、盛行風以及海水中不同鹽度所引起的溫度變化而造成。暖空氣先在赤道附近上升，之後，當其向兩極移動途中，受到冷卻。冷空氣在兩極附近下沉，但當這些空氣向赤道移動時，又會變暖並再度上升，由此形成哈德里環流圈，是種大規模的風模式。在南北半球各有一中緯度環流，具有類似的效應。與這些環流相關的風模式會驅動海面水流，將海水推向更高的緯度，而在當地有較冷的空氣。 冷空氣把水溫降低，讓其密度遠低於低緯度水域的海水，因而會下沉到海底，在北半球形成北太西洋深層水（NADW），在南半球形成南極底層水（AABW）。
在這種高緯度海水下沉及在低緯度地區發生的上湧，以及吹拂海洋表面的風影響之下，形成洋流，讓海水在整個海洋中循環。當全球暖化時，就會導致變化，特別是在形成深水海流的地區。隨著海洋暖化、冰河和極地冰蓋融化，有越來越多的淡水釋放進入形成深水海流的高緯度地區，而降低海洋表面的海水密度。結果是水下沉的速度比以往為慢。
根據現代觀測和古氣候重建結果的比較，大西洋經向翻轉環流（AMOC）可能自前工業時代以來即已減弱（AMOC是全球溫鹽環流中的一支），但數據中存在太多不確定性，難以確定。:1237在2021年所做的氣候變化預測，顯示AMOC很可能在21世紀期間減弱。:1214這種減弱的程度可能會對全球氣候產生重大影響，其中北大西洋受到的影響最大。:19
發生在洋流的任何變化都會影響海洋吸收二氧化碳的能力（受水溫影響）以及海洋的生產力（擾亂營養物質輸送，而對海洋浮游植物及其淨初級生產力造成不利影響）。由於AMOC深海環流進行緩慢（整個循環需要數百至數千年），因此對氣候變化的響應會較慢。:137

### 海洋分層增加

在大陸棚的上升流區域有強化海洋低氧及海洋酸化的作用。上升流把低氧帶的低氧飽和度、富營養、高總無機碳的海水沿大陸棚推升而造成影響。

海洋分層發生變化非常重要，因為海洋的生產力和氧氣水平會受其影響。水因密度不同而分成不同層次的現象稱為分層。所有海洋盆地均有分層現象。分層將水的垂直混合程度限制住，減少海洋上層和內部之間的熱、碳、氧和顆粒物質交換。由於全球暖化以及某些地區的鹽度變化，上層海洋的分層從1970年起有所增加。 鹽度變化是由熱帶水域蒸發作用所引起，導致海水中鹽度和密度升高。而冰融化會導致高緯度地區海水的鹽度下降。
溫度、鹽度和水壓都會影響水的密度。由於表層海水通常比深層水溫暖，會有較小的密度，導致分層發生。海洋分層很重要，不僅會產生大西洋經向翻轉環流（對全球天氣和氣候造成複雜的影響），而且因為分層會影響營養物質從深水往表層海水的移動。這類移動可提高海洋生產力，而且水的補償性向下流動，可將氧氣從大氣和表層海水帶入深海。

### 氧氣含量降低

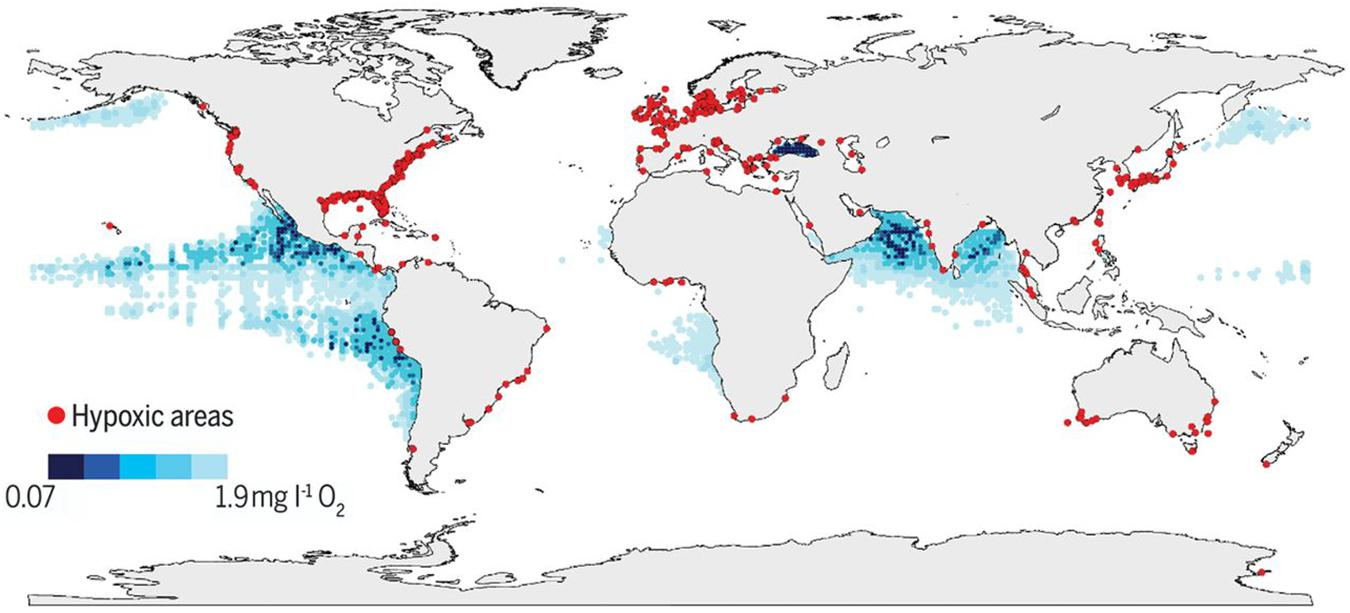
全球沿海及外海的低氧帶。紅點部分顯示氧含量已低於2毫克/升的地區，藍色部分顯示的是外海中深度在300米的低氧帶。

氣候變化對沿海地區和外海的海水氧氣皆有影響。
外海自然存在一些含氧很低的地區，稱為低氧帶。這些地區由於海洋環流緩慢而與大氣中的氧氣隔絕。而從地表水中攜帶而來的有機物在分解時，會消耗氧氣。由於海洋暖化，這些低氧帶的範圍正在擴大，既減少水循環，也減少水中的氧氣含量，而氧氣在海水中的溶解度隨著溫度升高而下降。 
估計自20世紀60年代以來的50年間，海洋含氧濃度已下降2%。依據海洋環流的性質，表示這些低氧帶通常在太平洋中會較明顯。低氧對幾乎所有海洋動物來說都是一種壓力。氧氣含量極低的區域造成當地動物群大幅縮減。預測由於氣候變化，海洋中低氧帶會更為擴大，對原本生活於此的海洋生物構成嚴重威脅。
另一值得關注的領域與沿海水域有關，從河流攜帶到沿海地區的養分數量增加，導致有機物質數量成長，隨後下沉，造成一些沿海區域極度缺氧（有時被稱為死區）。這些死區正在擴大，特別是由於養分輸入增加促成，氣候變化導致的海洋分層加劇讓情況更加惡化。

### 海洋變綠
分析衛星影像的結果顯示，海洋隨著氣候變化持續惡化，逐漸從藍色變成綠色。全球大部分海洋表面都檢測到顏色變化，可能是由於氣候變化所引起的浮游生物種群變化所造成。  

### 天氣系統和風型變化
氣候變化和相關的海洋暖化會導致地球氣候和天氣系統發生廣泛變化，包括熱帶氣旋和季風強度增加以及極端天氣事件生成，一些地區變得更為潮濕，另一些地區變得更為乾燥。預測風型變化會增加某些地區的波浪高度。:1310

#### 熱帶氣旋增強
人類導致的氣候變化“持續讓海洋暖化，而蓄積足夠的能量以產生比以往更大的氣候效果”。結果是海洋熱含量更高，海面溫度更高。此現象反過來會“激發熱帶氣旋，讓其更為強烈、涵蓋範圍更大、持續時間更長，並大幅增加所挾帶的雨量”。發生在2017年的颶風哈維就是其中一例。
本節摘錄自熱帶氣旋與氣候變化。

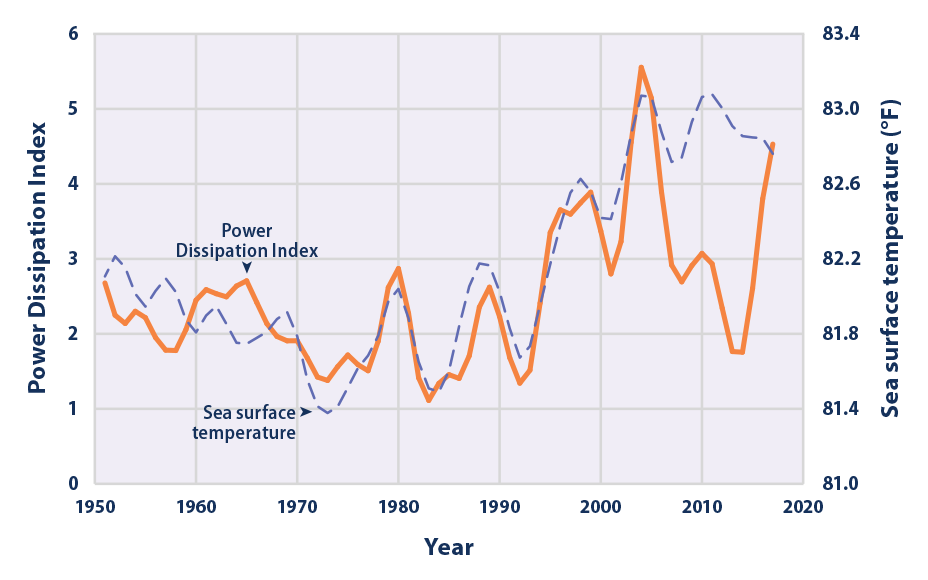
根據氣旋能量逸散指數(Power Dissipation Index, PDI)製作的1949年到2015年北大西洋熱帶氣旋活動圖，藍色點狀線為對應的氣溫。

氣候變化可透過多種方式影響到熱帶氣旋，例如降雨和風速增強、總體發生頻率降低、劇烈風暴頻率增加以及向極地延伸的氣旋部分會達到最大強度，皆為人類導致氣候變化的後果。熱帶氣旋使用溫暖、潮濕的空氣作為能源（或稱“燃料”）。隨著氣候變化，海洋溫度升高，會有更多此類“燃料”可用。
在1979年至2017年期間，全球薩菲爾-辛普森颶風風力等級中3級及以上熱帶氣旋的比例有所增加。這一趨勢在北大西洋和南印度洋最為明顯。在北太平洋，熱帶氣旋會一直向極地移動，進入較冷的水域，而在此段期間的強度並無增加。在氣溫升高2°C (3.6°F)的情景下，預計將有更大比例 (+13%) 的熱帶氣旋會達到4級和5級強度。在2019年發表的一項研究顯示氣候變化一直在推動大西洋盆地熱帶氣旋迅速增強的趨勢。快速增強的氣旋不易預測，給沿海社區添加額外的風險。

### 鹽度變化
由於全球暖化及冰河融化加速，釋放進入海洋中的淡水量增加，會改變溫鹽環流的模式，而導致海洋鹽度變化。溫鹽環流會由海洋深處帶來寒冷、營養豐富的海水，這一過程稱為上升流。
海水由淡水和鹽分組成，海水中鹽的濃度稱為鹽度。鹽不會蒸發，因此降水和海水蒸發對鹽度就大有影響。經測量海洋表面的鹽度可明顯看出水循環已發生變化，此點自20世紀30年代起就為人所知。
由長期觀測記錄顯示出一個明顯的趨勢：此時期全球海洋鹽度變動正在放大。情況是高鹽度地區的鹽度變得更高，而低鹽度地區的鹽度變得更低。高鹽度地區發生的原因以蒸發為主，鹽度增加顯示蒸發量有加速的情況。低鹽度地區也發生鹽度正在減少的趨勢，顯示當地的降水有強化的現象。

### 海冰減少及變化

北極海冰面積下降趨勢圖（1979年到2022年）。

在北極發生的海冰減少比在南極洲發生的更為明顯。而在南極洲僅有變化，尚看不出所謂的趨勢。
本節摘錄自北極海冰減少。
由於氣候變化，北極海冰的面積和體積在近幾十年來都在減少中。夏季融化的冰量高於冬季重新凝結的數量。溫室氣體強迫引起的全球暖化是北極海冰減少的原因。北極海冰的減少速度從二十世紀初持續加速，每十年會減少4.7%（自有第一個衛星記錄起已減少50%以上）。有科學家認為在21世紀的某個時候將不復在夏季於此見到海冰。
本節摘自南極海冰#Recent trends and climate change。
南極洲每年的海冰範圍變化很大，而導致不易確定趨勢，在2013年至2023年期間曾觀察到到歷史性的高點及低點。自1979年開始以衛星測量以來，總體趨勢大致持平。海冰在2015年至2023年期間有所減少，但由於變化較大，並不符合為顯著趨勢。南極洲呈現的平緩趨勢與北極海冰的下降趨勢形成鮮明對比。

## 時間尺度
氣候系統中許多與海洋相關的因素對氣候變暖的反應緩慢。例如，酸化作用將持續數千年才能抵達深海，海洋熱含量增加也是如此。:43同樣的，即使溫室氣體排放降到零，海平面上升也會再持續數百年甚至數千年，原因是冰蓋對氣候變暖的緩慢反應，以及海洋持續吸收熱量，而發生膨脹的結果。:77

## 對海洋生物的影響

預測氣候變化對於漁業的影響。

氣候變化不僅會改變海洋的整體生產力，還會改變海洋生物質群落的結構。一般而言，預計物種會因此向溫度較低的兩極移動。一些物種已經因此遷移數百公里。浮游植物的開花時間也已提前。預計這些趨勢將隨著氣候變化的進一步發展而加速。
氣候變化對極地的海鳥、魚類和哺乳動物還有其他可能的重要影響，對原本已發展出高度專業化生存策略的種群，它們需要重新適應棲息地和食物供應的重大變化。此外，海冰通常在這些動物生命週期中發揮關鍵作用。例如在北極，其為海豹和海象提供暫時棲息的地點，而為北極熊提供狩獵路徑。在南極，海鳥和企鵝的分佈也被認為對氣候變化非常敏感，但迄今為止的影響會因不同地區而異。

### 鈣化生物
本節摘自海洋酸化#Complexity of research findings。
海洋酸化對相關海生動物的鈣化作用所產生的影響，就整體生態而言甚為複雜，但許多鈣化物種會受到不利影響。:413海洋酸化加劇後會讓海生動物更難獲取碳酸鹽離子以形成對其甚為重要的的外骨骼/外殼。海洋鈣化生物同時涵蓋食物鏈中的自營生物及異營生物，包含有鈣板金藻、珊瑚、有孔蟲門、棘皮動物、甲殼動物和軟體動物等。
總體而言，地球上的所有海洋生態系統都將面臨酸度變化和一些海洋生物地球化學變化。海洋酸化會迫使一些生物體由既有來源之外取得資源來達成鈣化。例如生長於亞洲太平洋海岸的長牡蠣被認為會因海水pH質失衡導致的能量權衡，透過改變代謝，加上變動鈣化率來應對。

### 珊瑚礁

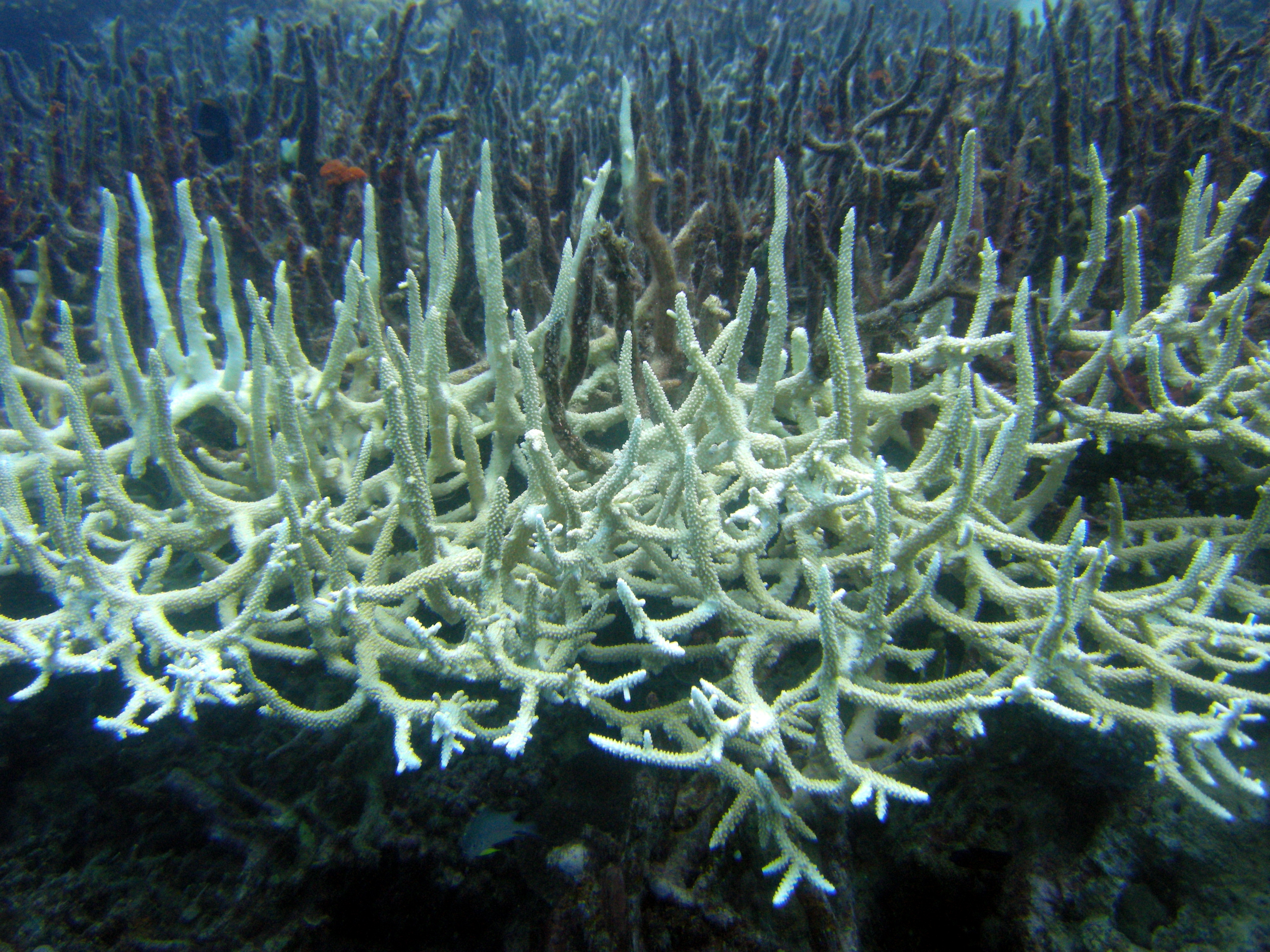
在澳大利亞大堡礁發生白化的鹿角珊瑚。

雖然一些海洋物種會因氣候變化而遷徙，但對如珊瑚等會有困難。珊瑚礁是種由珊瑚聚集為礁的水下生態系統。珊瑚礁是由分泌碳酸鈣的珊瑚蟲聚集形成。珊瑚礁可聚集各式各樣的生物，成為生物多樣性的重要中心，對許多依賴珊瑚礁提供海岸保護、食物和吸引數百萬人前來旅遊的地區，有非常重要的作用。
由於海洋暖化、海洋酸化、污染和捕魚等活動造成的物理傷害等多重威脅，暖水珊瑚已明顯減少，在過去30-50年裡已降低50%。預計前述的威脅將會加劇傷害。
海洋表層變暖會導致珊瑚白化，造成珊瑚嚴重損害和/或死亡。 於2022年發表的IPCC第六次評估報告說：“全球自20世紀80年代初以來，大規模珊瑚白化事件的頻率和嚴重程度急劇增加”。:416海洋熱浪導致珊瑚礁大規模死亡。:381全球氣溫上升超過1.5°C時，預計許多珊瑚礁將因海洋熱浪而遭受不可逆轉的變化與損失。:382
當海洋暖化，熱壓力導致珊瑚組織內共生藻類遭到驅逐，就會發生白化現象。這些共生藻類是讓珊瑚礁顯示明亮色彩、充滿活力的原因。海水溫度持續升高1-2°C就足以發生白化。如果白化時間夠長，就有導致死亡的可能。在澳大利亞的大堡礁，首次珊瑚白化事件發生在1998年，此後，此類事件開始增加。於2016年至2020年期間，已發生過3起 。
除珊瑚白化外，海洋pH值降低也是珊瑚礁面臨的另一問題，因為海洋酸化會降低珊瑚藻的多樣性。珊瑚藻鈣化的生理學決定藻類對海洋酸化的反應。
本節摘自海洋酸化#Corals。
珊瑚在過去30-50年期間已損失50%，預計損失還會加劇。:416
珊瑚生長外骨骼的內部隔室（腔腸）中的液體對於鈣化生長也有極重要的作用。當外部海水中霰石的飽和狀態達到環境水平時，珊瑚會在其內部隔室中迅速生長霰石晶體，促使外骨骼生長。如果外部海水中霰石的飽和狀態低於環境水平，珊瑚就必須更加努力維持內部隔間的適當平衡。當此情況發生時，晶體的生長過程就會減緩，外骨骼的生長速度也會降低。根據周圍水中的霰石飽和狀態，珊瑚可能會停止生長，此時將霰石泵入內部隔室在能量上並非有利。根據目前碳排放進展程度，到2050-60年，大約有70%的北大西洋冷水珊瑚將生活在具有腐蝕酸性的水域中。

### 海洋生產力
表層海洋中海生植物的光合作用過程會消耗二氧化碳，並釋放氧氣。這類光合作用主要由浮游植物 - 微小且自由漂浮的藻類主導。植物生長後，細菌分解由此形成的有機物，會消耗氧氣，並釋放二氧化碳。某些有機物下沉到深海中，經細菌分解，在此不與大氣接觸的深度，氧氣濃度會因此降低，而二氧化碳、碳酸鹽和碳酸氫鹽會增加。 海洋碳循環是全球碳循環的重要部分之一。
海水表層中的光合作用消耗營養物質（例如氮和磷），光合作用產生的有機物在生物體死亡時會下沉，將這些營養物質轉移到深水中。因此海水表層的生產力部分取決於海洋混合和洋流將營養物質從深水轉移回表層的過程。因而氣候變化導致的海洋分層加劇通常會降低海洋生產力。但在某些地區（例如以前被冰雪覆蓋的地區），生產力將會提高。由於氣候變暖，印度洋的生產力在過去六十年中估計有所下降，且預計此趨勢將持續。
到2100年，於預測極高的排放情景（RCP8.5）下，海洋生產力很可能會下降4-11%。:452這種下降會有區域性差異。例如熱帶海洋的淨初級生產力（net primary production (NPP)）將下降更多：在相同的排放情景下會下降7-16%。:452由於海洋分層增加和海洋層數減少，將會有更少的有機物從上層海洋沉入更深的海洋層。:452海洋生產力的下降是由於“變暖、分層、光照、營養和捕食的綜合影響”。:452

### 對漁業的影響
氣候變化與漁業漁業因為海洋生態系統受到海洋溫度上升、海洋酸化和海洋低氧現象的影響，以及淡水生態系統則受到水溫、水流和魚類棲息地喪失的影響，導致各種改變。這些影響因各地漁業的不同情況而異。氣候變化正改變魚類的分佈以及海洋和淡水物種的生產力。氣候變化預計將對魚產品的供應和貿易產生重大變化。所造成的地緣政治和經濟後果會十分重大，特別是對於最依賴此行業為生的國家而言。預計捕撈潛力下降幅度最大的會發生在熱帶地區，主要是在南太平洋。:iv

### 有害藻華
人們對有害藻華 (HAB) 的驅動因素知之甚少，但自20世紀80年代以來，HAB的範圍和頻率似乎在沿海地區有所增加。:16 這是人類活動而誘發的結果，例如養分投入增加（養分污染）和氣候變化（尤其是水溫升高）。:16影響HAB形成的參數包括海洋暖化、海洋熱浪、氧氣損失、優氧化和水污染。:582 由於HAB的增加會對當地糧食安全、旅遊業和經濟產生影響，因此受到關注。:16
然而全球HAB的增加也可能僅因更嚴重的水華影響和更精確的監測而得的結果，並非由於氣候變化造成。:463

### 海洋哺乳動物
對海洋哺乳動物，尤其是北極的一些影響則是非常直接，例如棲息地破壞、溫度壓力和暴露於惡劣天氣。其他影響則更為間接，例如與宿主病原體關聯的變化、捕食者與獵物相互作用導致的身體狀況變化、毒素暴露和二氧化碳排放的變化以及與人類相互作用的增加。海洋暖化對海洋哺乳動物具有巨大的影響可能性，但海洋哺乳動物對氣候變化而導致的全球脆弱性，人們仍知之甚少。
海洋哺乳動物已進化到於海洋中生活，但氣候變化正在影響這種自然棲息地。有些物種可能會因適應不夠快而會滅絕。
鑑於觀測到和預計的北極海冰大幅減少，人們普遍認為北極海洋哺乳動物在氣候變化時最脆弱。研究顯示生活在在北太平洋、格陵蘭海和巴倫支海的是最容易受到全球暖化影響的物種。北太平洋已被確定為對海洋哺乳動物威脅的熱點區，現在也是易受全球暖化影響的熱點區。該地區的海洋哺乳動物將受到人類活動（例如海上交通、污染和近海石油和天然氣開發作業）和全球暖化的雙重危害，並具有潛在的疊加或協同效應。這些生態系統對海洋生態系統的功能面臨著不可逆轉的後果。 
海洋生物通常遇到的是相對穩定的溫度，因此可能會比陸地生物對溫度變化更為敏感。當海洋暖化，會迫使當地物種遷移到較冷水域，以尋找更合適的棲息地。如果海水溫度繼續上升，一些邊緣物種可能會從區域水域消失，或是生活在範圍大幅縮小的區域。某些物種豐度的變化將改變海洋哺乳動物的食物來源，而導致海洋哺乳動物的生物發生地理改變。但如果一個物種無法成功遷徙到合適的環境，也無法適應海洋溫度上升，就面臨滅絕的危險。
北極海冰減少導致海冰棲息地喪失、水溫和氣溫升高以及惡劣天氣的發生頻率增加。海冰棲息地的喪失將減少海洋哺乳動物，特別是作為北極熊獵物 - 海豹 - 的豐度。由於病原體傳播的變化，海冰變化也可能對動物健康產生間接影響，由於食物網中獵物的變化對動物的身體狀況產生影響，以及因居住於北極區人口增加，而提高動物接觸有毒物質的機會。
海平面上升也有重大關係，因為海洋哺乳動物物種賴以生存的沿海環境會受到影響。

#### 北極熊

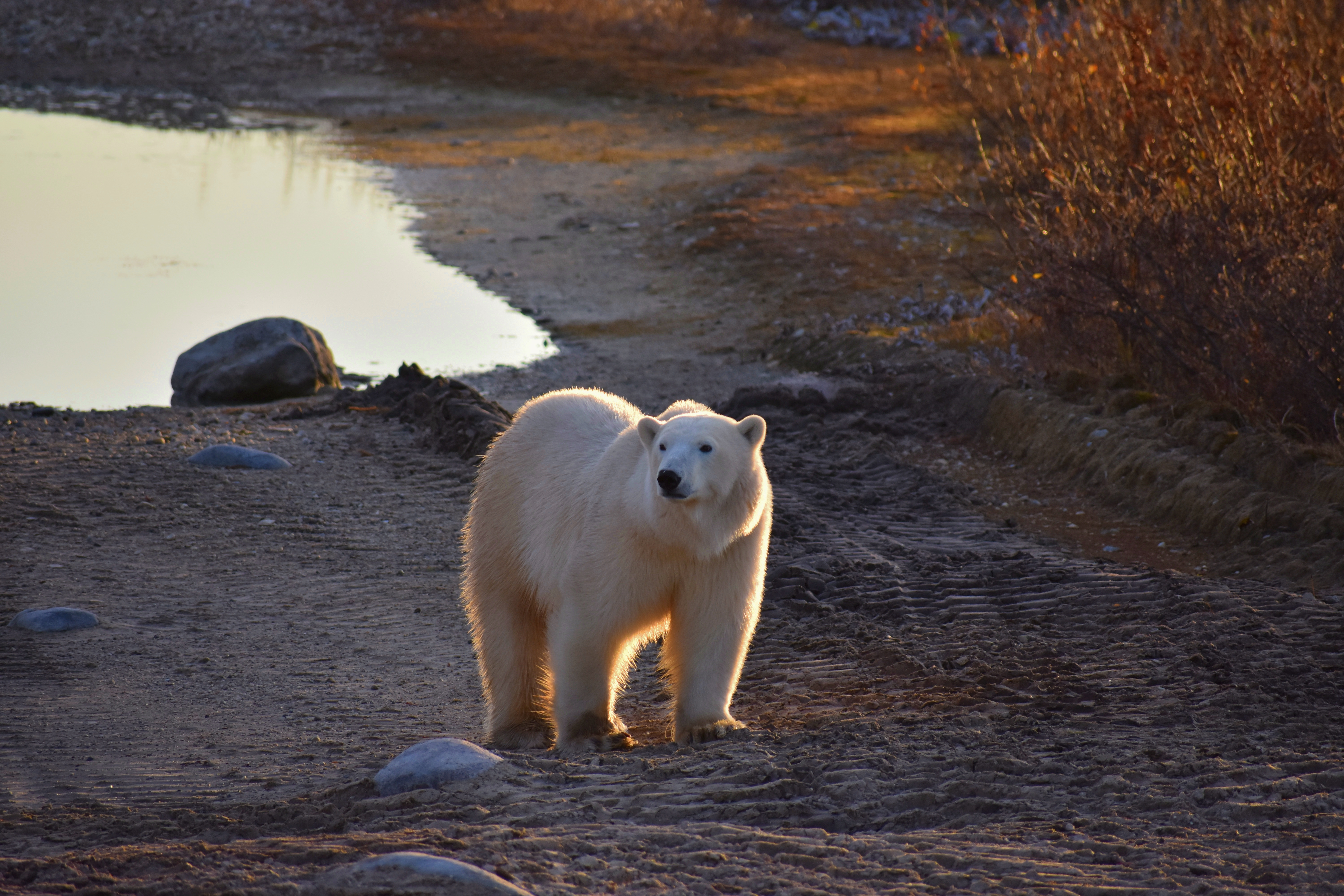
等待秋天海冰形成的北極熊。

本節摘自北極熊保育#Climate change。
氣候變化對北極熊產生的主要風險是棲息地喪失而造成營養不良，或是食物匱乏。北極熊通常在海冰平台上捕獵海豹，氣溫上升會導致海冰提前融化，讓熊在能攝取足夠的脂肪以度過夏末秋初食物稀缺時期之前就必須上岸。海冰減少也迫使熊必須游更長的距離，會進一步耗盡它們的能量，有時甚至導致溺水。較薄的海冰通常更容易變形，而可能讓北極熊更難接近海豹。營養不足會導致成年雌性熊的繁殖率降低，幼熊的存活率隨之下降，而且各年齡段熊的身體狀況均變差。

#### 海豹

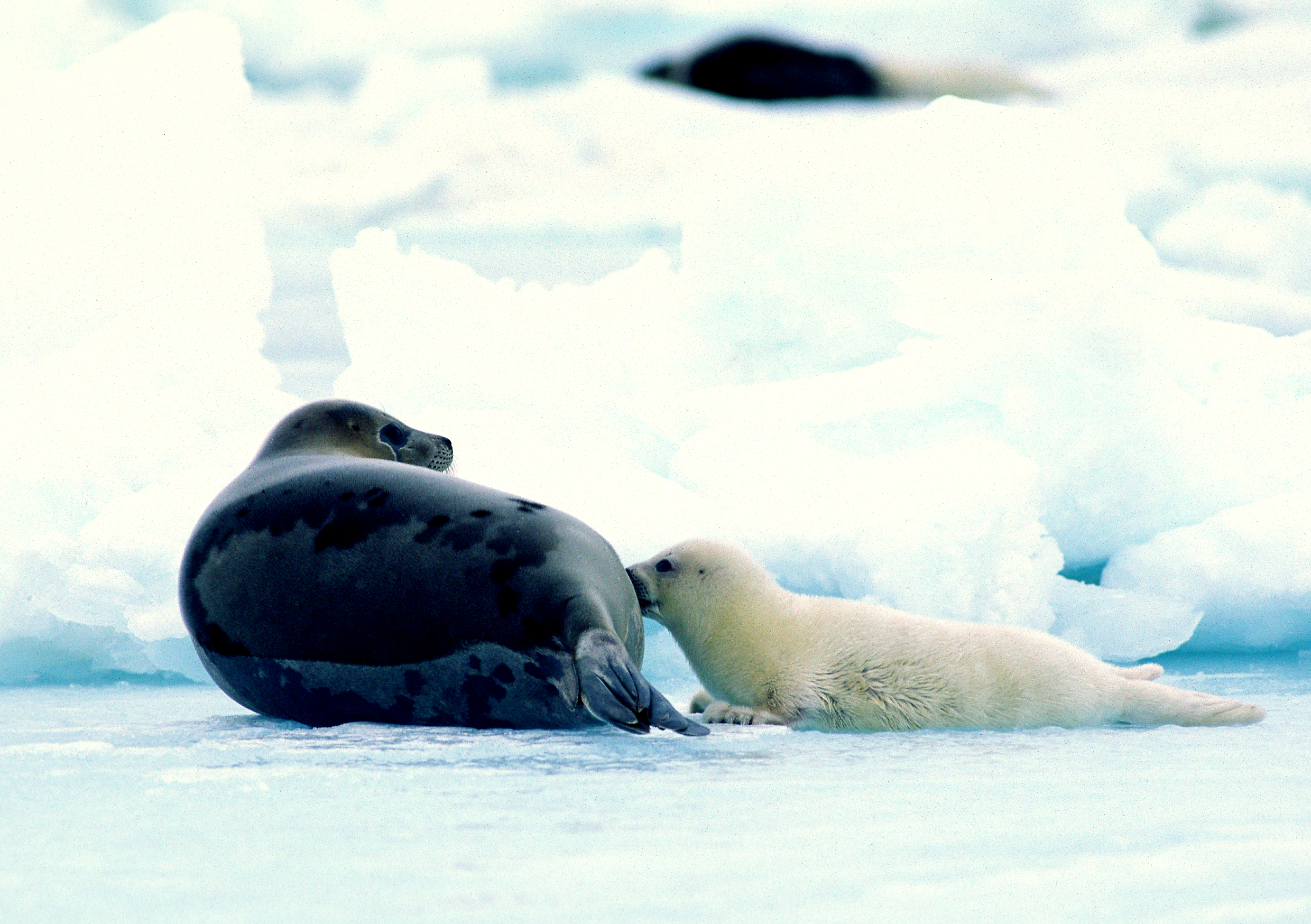
在海冰上哺育幼崽的豎琴海豹。

海豹是另一種容易受到氣候變化影響的海洋哺乳動物。有些海豹與北極熊相若，已進化至依賴海冰的程度，它們利用海冰作為繁殖和飼養幼海豹的平台。 在2010年和2011年間，西北大西洋的海冰處於或接近歷史最低點，導致在薄冰上出生的豎琴海豹以及環斑海豹的死亡率增加。在一項為期20年的研究中，於南大西洋南喬治亞島的南極毛皮海獅數量發生急劇減少的現象，科學家測量出當時海面溫度異常升高。

#### 海豚
屬於海洋哺乳動物的海豚所分佈的地理範圍很廣，因此它們很易受到不同的氣候變化的影響。氣候變化對海豚最常見的影響是全球水溫升高。這會導致大量海豚物種出現分佈範圍上的改變，即由既有的地理區域遷移到較冷的水域。水溫升高的另一個副作用是大量的HAB，造成寬吻海豚屬大量死亡。
氣候變化對各種海豚物種造成重大影響。例如在地中海，海面溫度、鹽度、上升流強度和海平面升高導致獵物資源減少，地中海短吻真海豚的亞種群因此急劇減少，繼而在2003年被列為瀕危物種。在西澳大利亞的鯊魚灣（為世界遺產），當地印太洋瓶鼻海豚的數量在2011年的海洋熱浪之後大幅下降。由於蒸發率高、水溫升高、降水減少和酸化加劇，淡水河豚也深受氣候變化影響。

## 潛在的反饋效應

### 甲烷水合物釋放甲烷
海洋溫度上升也會影響位於海底沉積物下的甲烷水合物儲層。儲層內封存有大量的甲烷，海洋暖化會將其中的甲烷釋放進入大氣。但目前認為海底水合物中的氣體（主要是甲烷）不太可能導致“本世紀排放軌跡中發生可檢測出的偏離”。:107
於2004年對全球海洋甲烷水合物所作出的估計，儲量達到一到五百萬立方公里。

## 外部連結
- IPCC Working Group I (WG I) （页面存档备份，存于）. Intergovernmental Panel on Climate Change group which assesses the physical scientific aspects of the climate system and climate change.
- Climate （页面存档备份，存于） from the World Meteorological Organization
- Climate change （页面存档备份，存于） UN Department of Economic and Social Affairs Sustainable Development

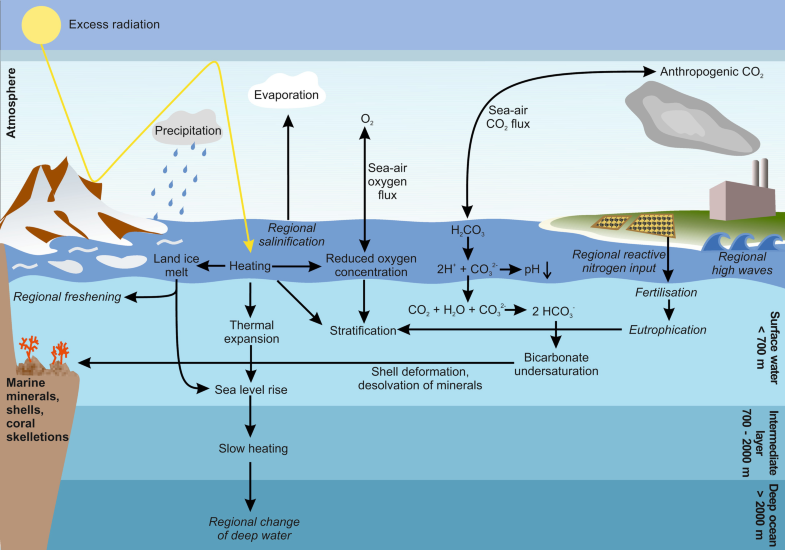
氣候變化對全球海洋影響的圖示概述，區域性的影響以斜體字表示。

- Effects of climate change （页面存档备份，存于） from the Met Office
- United Nations Environment Programme and climate change （页面存档备份，存于）
- Fisheries and Aquaculture: Climate Change （页面存档备份，存于） from the Food and Agriculture Organization